# Parc Balboa
Pour les articles homonymes, voir Balboa Park.
Ne doit pas être confondu avec Balboa Park (San Francisco).
Le parc Balboa (anglais : Balboa Park) est un parc public de 4,9 km2 situé à San Diego, en Californie, aux États-Unis. Le parc est nommé en l'honneur de l'explorateur espagnol Vasco Núñez de Balboa. Il a été le lieu de la Panama-California Exposition de 1915 et de la California Pacific International Exposition de 1935, lesquelles ont chacune établi des sites d'intérêt architectural dans le parc. Le site a été préservé dès 1835, et est donc un des plus anciens sites aux États-Unis destinés à des fins récréatives. Outre des espaces ouverts de la végétation naturelle, il contient une variété d'attractions culturelles, y compris de nombreux musées, théâtres, magasins et restaurants, ainsi que le zoo de San Diego. 
Balboa Park, et ses bâtiments historiques, ont été déclarés National Historic Landmark en 1977 et placés sous l'autorité du Registre national des lieux historiques. Le parc Balboa est géré et entretenu par l'intendance des parcs et loisirs de la ville de San Diego.

## Histoire

### Un territoire préservé
L'espace du jardin public s'est manifesté en 1835 avec la récente arrivée du gouverneur José Castro. Une des premières actions officielles de la ville était de sélectionner une parcelle de terrain de 190 km2 pour être utilisée à des fins récréatives. Cela fit du parc Balboa l'un des plus anciens lieux aux États-Unis destinés à un usage récréatif public. Aucune autre activité n'eut lieu jusqu'en 1845, quand un sondage a été réalisé par Henry D. Fitch pour cartographier 190 km². Le gouvernement mexicain a été incapable de développer un parc en raison du début de la guerre américano-mexicaine, cédant par la suite la haute-Californie aux États-Unis en 1848. Le 15 février 1868, une demande a été présentée au conseil d'administration de la ville de prendre 0,65 km² sur les parcelles de terrain, et de créer un parc public. Cette demande a été faite par l'un des fiduciaires, E. W. Morse, qui, avec le promoteur immobilier Alonzo Horton avait choisi un site pour l'emplacement du parc, juste au nord-est du centre urbain de "New Town"  (centre ville actuel de San Diego).

### Création du parc
Par la suite, une décision pour déroger à neuf parcelles de terrain totalisant une superficie substantielle 5,7 km², au lieu de 2 km², pour la création d'un grand jardin public a été approuvé par le Conseil d'administration communal le 26 mai 1868. Puis en 1870, une nouvelle loi a été adoptée, un «acte pour assurer la permanence de la préservation du parc." La loi stipulait que «ces terres (lots par numéro) doivent être détenues à jamais en fiducie par les autorités municipales de ladite ville dans le but d'en faire un parc". À cette époque, les habitants de San Diego avaient un penchant pour le développement du parc, mais aussi le désir de garder le parc intact, quand en 1871, il y eut une conspiration concernant le démantèlement et la "saisie" des terres du parc. Devant l'insistance des spéculateurs fonciers et du procureur de la ville, un sénateur de l'État introduisit discrètement un projet de loi dans la Législature de l'État de Californie afin d'abroger la loi de 1870. Un résident de San Diego a appris le projet et informa les instances supérieures de Sacramento. Le complot a été divulgué à la presse, exposant ainsi les fonctionnaires de la ville impliqués. Un "comité de la sécurité publique" fut formé et recueillit des signatures de soutien à l'existence actuelle du parc. Leur plaidoyer a été un succès et le projet de loi a été retiré à l'Assemblée législative.

### Un jardin public: 1872–1909

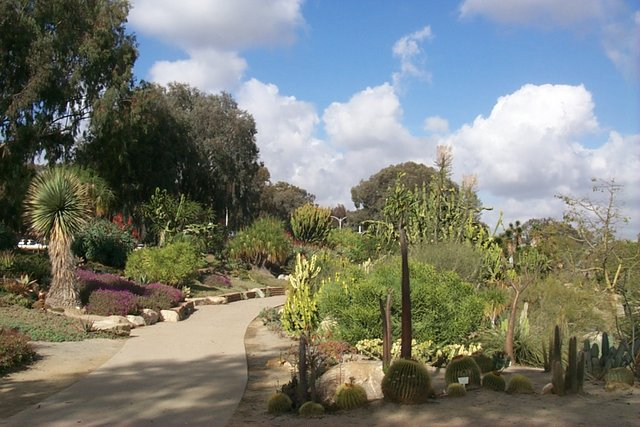
Jardin du désert de Cactus Garden, Parc Balboa

Pendant les premières décennies de son existence, le "jardin public" est resté la plupart du temps un espace ouvert. Pendant cette période, de nombreuses propositions, certaines altruistes, certaines à but lucratif ont été présentées pour le développement et l'utilisation de la terre, mais aucun plan détaillé pour son véritable développement n'a été adopté jusqu'en 1902.
Néanmoins, il y avait quelques bâtiments existants. Cela comprenait un orphelinat et un refuge pour femmes (plus tard incendié), une école secondaire (qui devint par la suite la San Diego High School), et plusieurs jardins entretenus par divers groupes privés. Une des plus célèbres de ces structures était au début une pépinière détenue et entretenue par la horticultrice et botaniste Kate Sessions, qui est souvent appelée "la mère du Parc Balboa". Bien que détenue par Kate Sessions, en accord avec la ville, la pépinière a été ouverte au public, et celle-ci donna des arbres et des plantes à la ville chaque année pour son embellissement. Kate Sessions était chargée d'apporter dans le parc différentes variétés de plantes indigènes et exotiques. Son travail était si progressiste notamment pour l'"importation de plantes étrangères" qu'elle fut en fait la première femme à recevoir par l'American Genetic Association la médaille Meyer.
D'autres développements interviennent dans le parc à cette époque, comprenant deux réservoirs, une fourrière animale Pound Canyon, rebaptisée Cabrillo Canyon, et une poudrerie dans l'espace maintenant connu sous le nom de Floride Canyon. 
Les premiers aménagements de loisirs dans le parc ont été dans la zone du  "Golden Hill Park" hors de la 25th street. Le National Register mentionna que la fontaine en pierre rustique conçue par l'architecte Henry Lord Gay, fut l'équipement le plus ancien conçu dans le parc. D'autres attractions dans la zone comprenaient un parc pour enfants, sans doute le premier à San Diego, un sentier et un parc ornithologique.

### Tramways1reclassede San Diego: 1910-1939

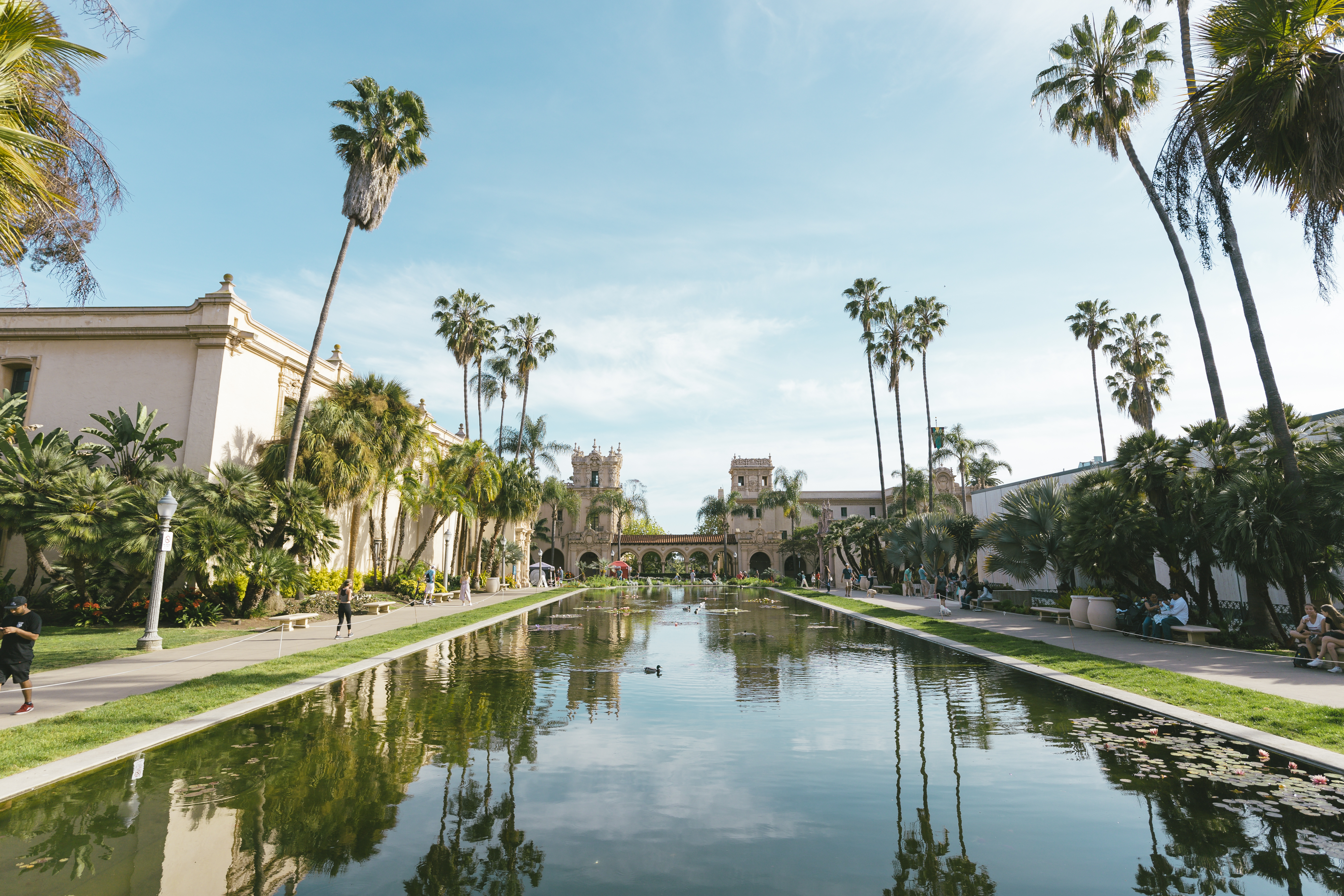
Étang à nénuphars, Parc Balboa, San Diego, Californie.

En 1910, en prévision de la Panama–California Exposition, de nombreux hommes d'affaires et dirigeants de la ville d'affaires de San Diego ont commencé à élaborer un nouveau tramway qui serait utilisé pour transporter les foules à l'Exposition et, plus tard, deviendrait transport en commun régulier  pour la ville de San Diego. John D. Spreckels et sa compagnie de chemin de fer électrique, la San Diego Electric Railway Company, qui était chargée du projet, a commencé à travailler sur une conception spéciale qui prenait  en compte à la fois l'important trafic dû à l'événement et le climat doux de San Diego. Ces voitures particulières, connues sous le nom de "tramways 1ère classe de San Diego", deviendraient des installations pérennes du Parc Balboa, puis deviendraient plus tard un concept influent à travers les États-Unis. En effet, les tramways ont servi comme  éléments importants du transport en ville partant d'Ocean Beach jusqu'au Parc Balboa en passant par North Park et Kensington jusqu'à ce qu'ils soient mis hors-service en 1939. Seuls trois tramways existent encore aujourd'hui.

## Quelques bâtiments du parc

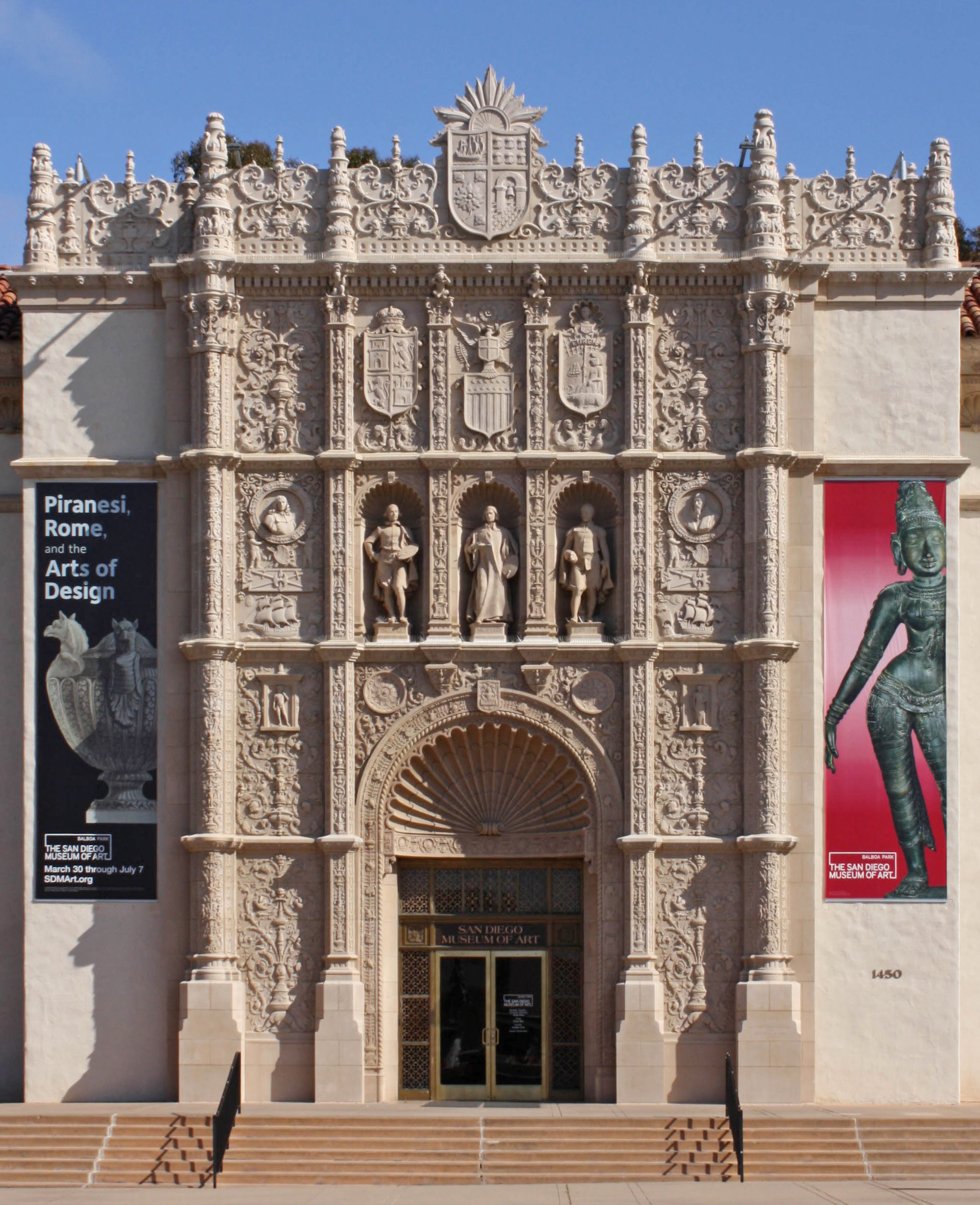
Musée d'art de San Diego.
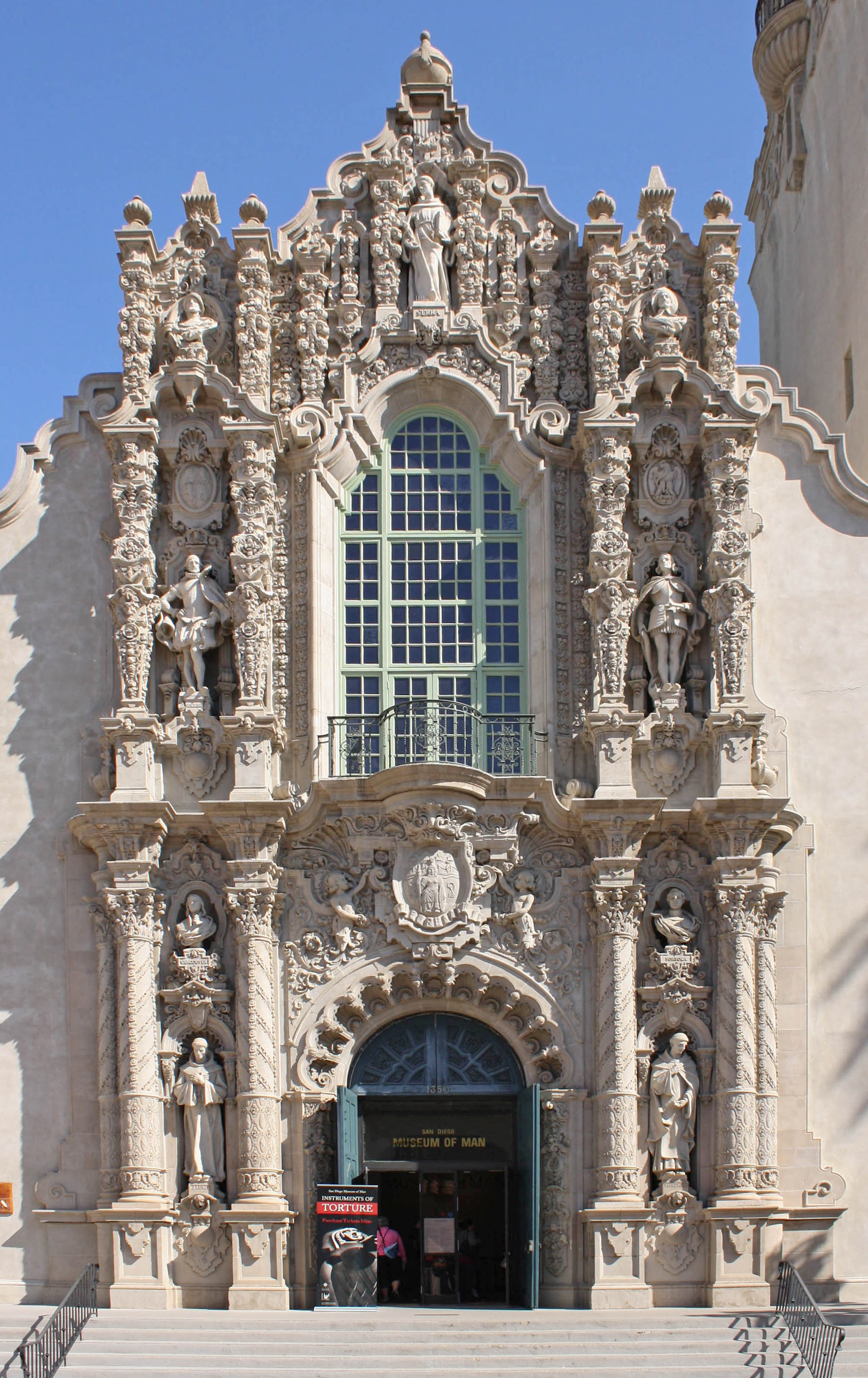
Musée de l'Homme de San Diego.
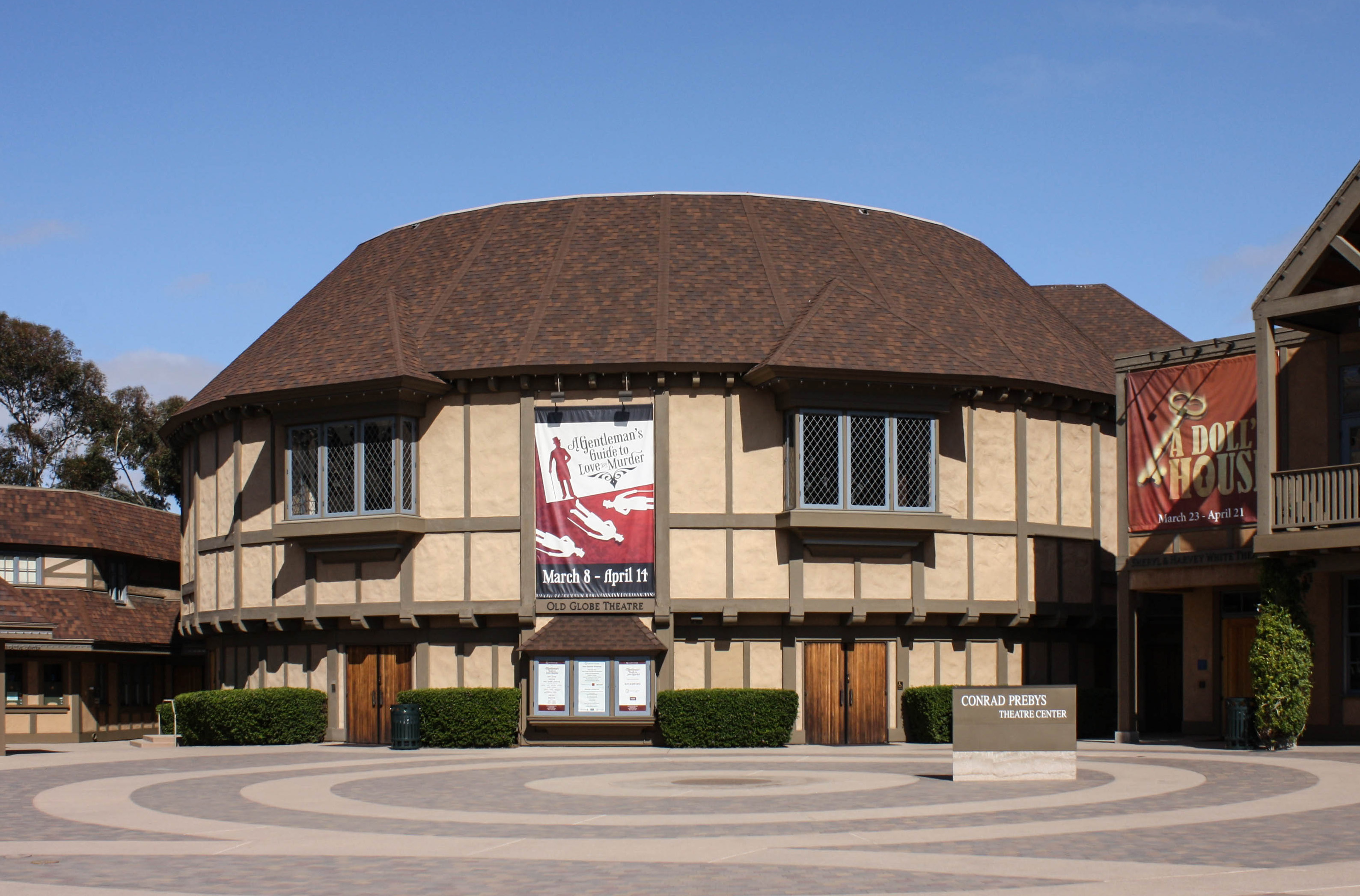
Old Globe Theatre.
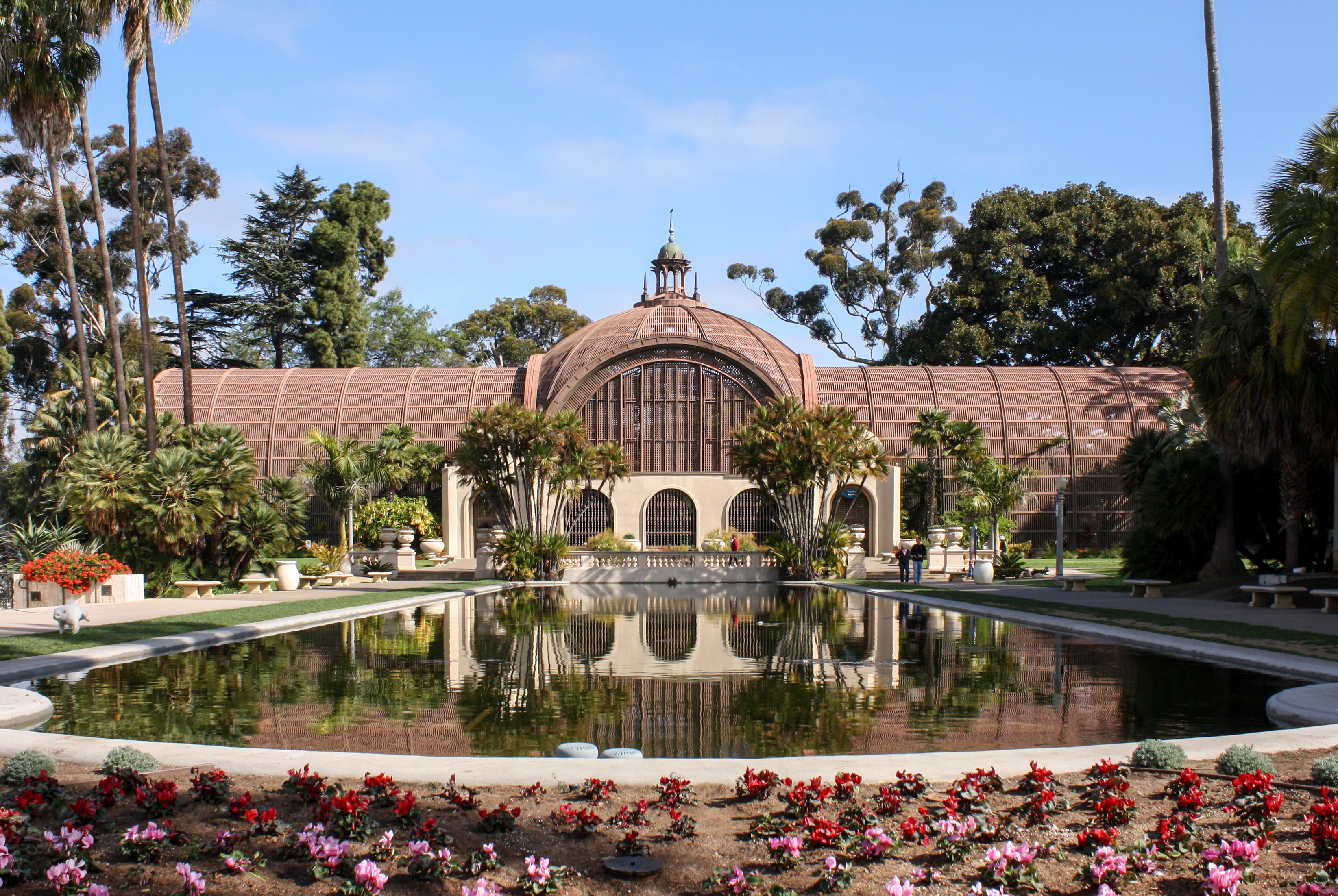
Bâtiment du jardin botanique.